# Arcadio Zúñiga y Tejeda
Arcadio Zúñiga y Tejeda (Atoyac, Jalisco, 9 de enero de 1858 - Colima, Colima, 29 de enero de 1892) fue un compositor, poeta, músico y periodista mexicano.

## Biografía
Arcadio Zúñiga y Tejeda nació en Atoyac, Jalisco, el 9 de enero de 1858. Sus padres fueron Fulgencio Zúñiga y Bonifacia Tejeda.
En 1874 ingresó al Liceo de Varones, en Calle Liceo número 60 esquina con Avenida Hidalgo, en Guadalajara, Jalisco, para estudiar la preparatoria. En 1877 empezó a estudiar medicina, carrera que abandonó dos años después, para formar, en 1879, una sociedad a la que nombró Bohemia Literaria Jalisciense. Ese mismo año fundó en la capital jalisciense un periódico político de oposición al porfiriato, Juan Soldado, por lo que sufrió el destierro de su estado natal. Marchó primeramente a Colima y posteriormente a Michoacán. Regresó a Guadalajara a fines de 1884, y se incorporó como redactor y editor del periódico Juan Panadero. En septiembre de 1885, junto con Antonio Becerra y Castro, fundó el diario El Hijo de Juan Panadero.
En junio de 1890 se mudó a su pueblo natal, Atoyac, donde fundó el semanario político y de literatura El Regenerador. En 1891 fundó en la ciudad de Colima el periódico El Correo de Colima.

### Deceso
Falleció en una riña callejera en la ciudad de Colima, el 29 de enero de 1892, a los 34 años de edad.

## Composiciones
- La barca de oro[4]
- Sueño del alma
- No sabes tú, mi niña
- Hay unos ojos
- Ilusiones perdidas
- Cantar llorando
- La golondrina[5]
- La serenata
- Las palmas
- Lejos de ti
- La barca de plata
- Quiero soñar
- Los turbiones
- Prenda del alma